# Vasles
Vasles är en kommun i departementet Deux-Sèvres i regionen Nouvelle-Aquitaine i västra Frankrike. Kommunen ligger i kantonen Ménigoute som tillhör arrondissementet Parthenay. År 2022 hade Vasles 1 666 invånare.

## Befolkningsutveckling
Antalet invånare i kommunen Vasles
| Referens: INSEE |